# Блохин, Макар Елизарович
Мака́р Елиза́рович Блохи́н (1740, Тверь — ?) — тверской купец, домовладелец, городской голова в 1797—1800 годах.

## Биография
Родился в 1740 году в Твери, в купеческой семье. Купец 1-й гильдии, именитый гражданин. Торговал хлебом, доставляя свой товар водным путём в Санкт-Петербург. Владел каменными домами в 3-й заволжской части.

### Участие в городском управлении
В структурах гражданского управления г. Твери занимал следующие должности:
- 1785—1788 гг. — бурмистр в городовом магистрате;
- 1790 г. — заседатель в губернском магистрате;
- 1793 г. — городской староста;
- В 1797 г. был избран городским головой на трёхлетний срок (1797—1800 гг.).